# پرتس (مکلنبورگ-فورپومرن)
پرتس (به آلمانی: Preetz) یک شهر در آلمان است که در فرپومرن-روگن واقع شده‌است. پرتس ۱٬۰۳۲ نفر جمعیت دارد.